# Léonard Keigel
Pour les articles homonymes, voir Keigel.
Léonard Keigel est un réalisateur français, né sous le nom de Léonard Chosidow le 4 mars 1929 à Londres et mort le 30 janvier 2020, à Levallois-Perret.

## Biographie
Léonard Keigel est le gendre du propriétaire de salles et distributeur de cinéma Léonide Keigel.

## Filmographie

### Réalisateur
- 1962 : Leviathan
- 1965 : La Dame de pique
- 1967 : L'Abandon (téléfilm)
- 1968 : Les Atomistes (série télévisée)
- 1970 : Qui ?
- 1977 : Une femme, un jour...
- 1983 : Vichy dancing (téléfilm)

### Assistant-réalisateur
- 1952 : Jeux interdits de René Clément
- 1953 : Monsieur Ripois de René Clément
- 1956 : Gervaise de René Clément
- 1958 : Barrage contre le Pacifique (This Angry Age) de René Clément